# Game Boy
Гејм бој (јап. ゲームボーイ, енгл. Game Boy) име је за породицу ручних играчких конзола коју је развила јапанска компанија Нинтендо. Прва верзија Гејм боја појавила се 21. априла 1989. у Јапану, а након четири месеца на тржишту САД -а. У Југославији је конзолу дистрибуирано Beosoft од 1993/1994. Закључно са 2006. годином продато је више од 120 милиона примерака Гејм боја.

## Верзије
- Гејм бој
- Гејм бој колор
- Гејм бој адвенс
- Гејм бој Адвенс СП
- Нинтендо ДС
- Гејм бој Микро